# Pieve di Santa Maria (Pacina)
La pieve di Santa Maria è un edificio religioso situato a Pacina (pronuncia Pàcina) nel comune di Castelnuovo Berardenga.

## Storia
La chiesa, di antiche origini, a tre navate concluse da tre absidi (ma quella destra è andata perduta), appare oggi nelle vesti di un rifacimento del XVIII secolo, che ha determinato anche il suo allungamento fino al campanile.

## Descrizione
In origine aveva un minore sviluppo, con il campanile cilindrico contrapposto alla facciata, denunciando una notevole arcaicità, provata non solo dalla forma della torre campanaria, ma anche dal rozzo paramento murario della parte terminale della chiesa e dal coronamento con rudimentali archetti pensili delle pareti di sopraelevazione della navata centrale.
All'interno c'è una tela di Giovanni Bruni (metà XIX secolo) con San Domenico e Santa Caterina, chee conteneva una Madonna col Bambino e due santi di Andrea di Niccolò (quest'ultima spostata nella propositura dei Santi Giusto e Clemente).